# Orientalistische Literaturzeitung

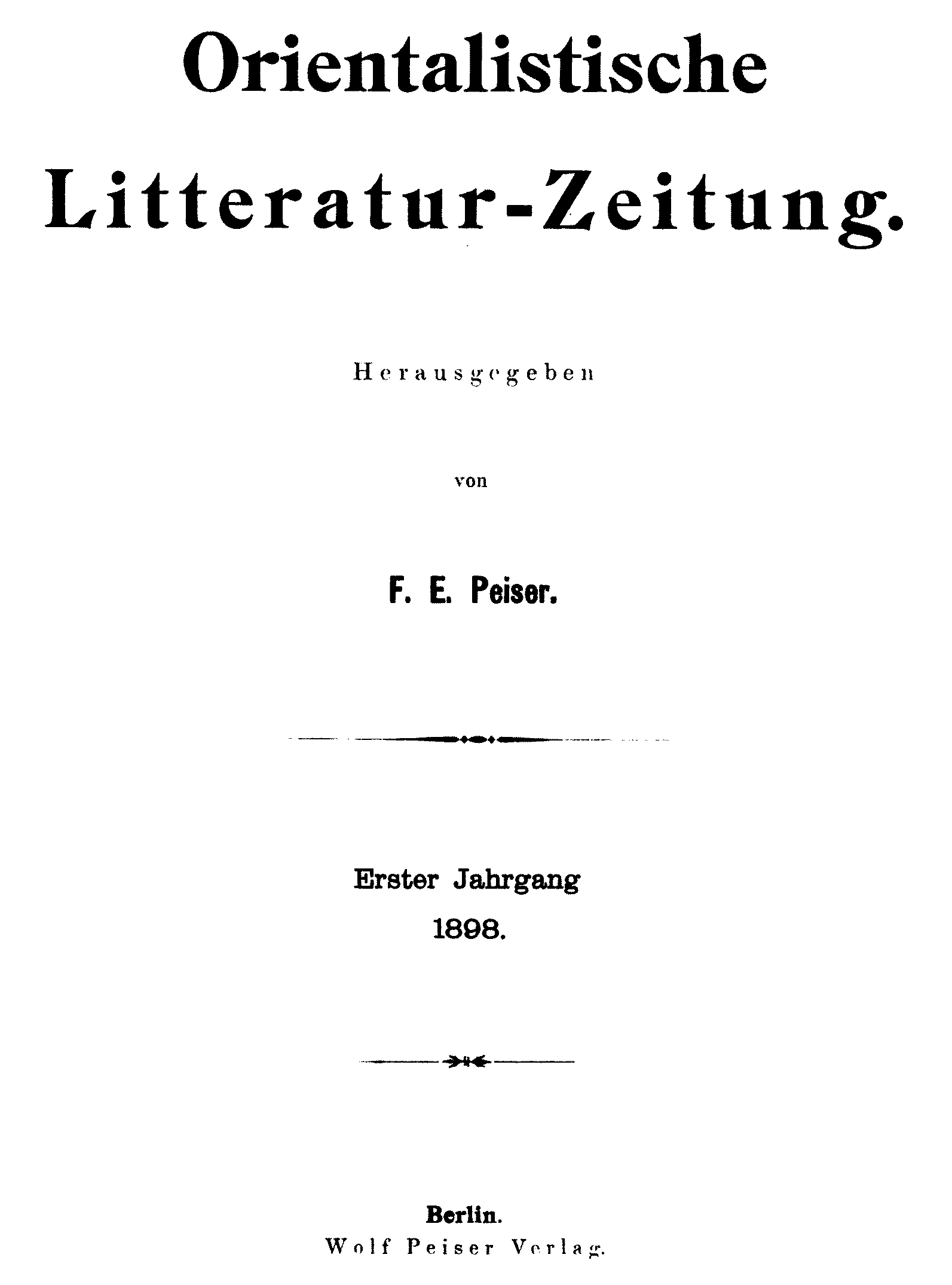
Schmutztitel der ersten Ausgabe der Orientalistischen Literaturzeitung von 1898.

Die Orientalistische Literaturzeitung (OLZ) zählt zu den weltweit bedeutendsten Rezensionsorganen (alt-)orientalistischer Wissenschaften. Darin werden Buchbesprechungen, Rezensionsartikel und Zeitschriftenschauen zu Forschungen auf den Gebieten der Afrikanistik, Ägyptologie, Alttestamentlichen Studien, Arabistik, Indologie, Iranistik, Islamwissenschaft, Judaistik, Keilschriftforschung (Altorientalistik/Assyriologie und Vorderasiatische Archäologie), Semitistik, Ost-, Süd- und Zentralasiatischen Studien veröffentlicht.
Die Zeitschrift wurde im Jahr 1898 von dem in Königsberg lehrenden Assyriologen Felix Peiser (1862–1921) gegründet und erschien zunächst im Wolf E. Peiser Verlag in Berlin, ab 1909 bei der J. C. Hinrichs'schen Verlagsbuchhandlung in Leipzig. Nach einer 8 ½-jährigen Unterbrechung infolge des Zweiten Weltkrieges, konnte die Zeitschrift ab 1953 im Akademie-Verlag, Berlin, zunächst „in Arbeitsgemeinschaft mit dem J. C. Hinrichs Verlag Leipzig“, ab 1973 dann unter alleiniger Verantwortung des Akademie-Verlages erscheinen. Seit 2014 wird die OLZ beim Verlag Walter de Gruyter in Berlin publiziert.

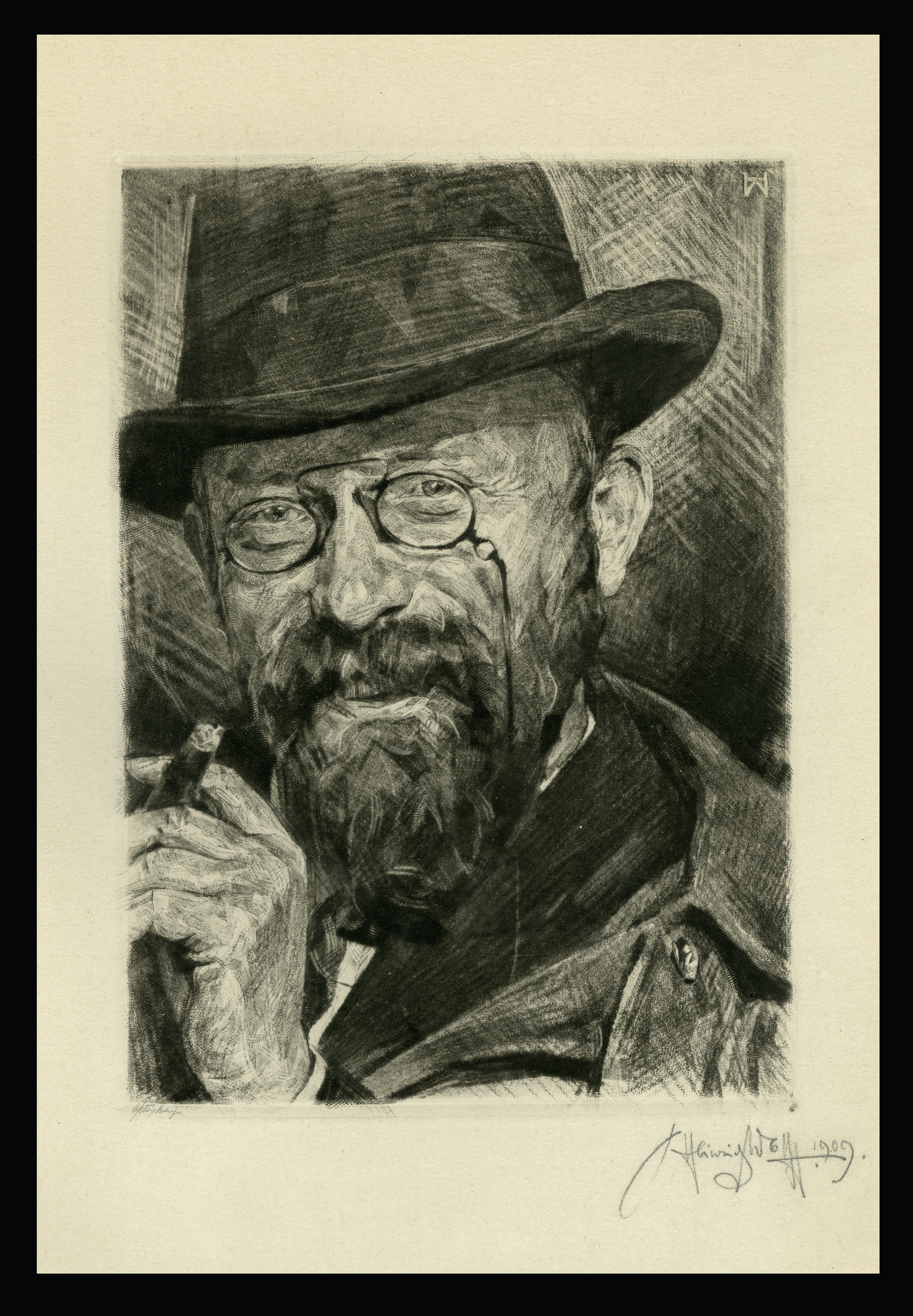
Felix Peiser (1919).

## Anfänge und Ziele
Die zunächst als Monatsschrift konzipierte OLZ enthielt von Anfang an sowohl wissenschaftliche Besprechungen von Monographien als auch die (kritische) Berichterstattung über Zeitschriftenartikel. Hinzu kamen „kleinere wissenschaftliche Mitteilungen“, „Nachrichten aus den verschiedenen wissenschaftlichen Gesellschaften“ sowie „Notizen über Personalien etc.“ Seine Ziele und Beweggründe hat der Herausgeber in einem Grundsatzartikel in der ersten Ausgabe unter dem Titel „Was wir wollen“ dargelegt. Darin stellte Peiser einerseits eine ausgeprägte Tendenz zur Spezialisierung, ja „Zersplitterung“ orientalistischer Studien fest, und bemerkte zum anderen, dass manchen Publikationen immer noch „die Eierschalen der klassischen Philologie und der Theologie“ anhaften würden.  Neben den praktischen Herausforderungen zur rechtzeitigen Mitteilung über neu erschienene Publikationen oder der Unmöglichkeit für einzelne Gelehrte, das Abonnement für 20 oder sogar noch mehr orientalistische Fachzeitschriften zu finanzieren, problematisierte er die Macht der Zeitschriften-Herausgeber und ebenso die Ausbildung von „Schulen“ und „Kliquen“, die ihre jeweiligen Forschungsmeinungen und Methodiken durchsetzen, bzw. gegenläufige Tendenzen unterdrücken würden. Wissenschaftliche „Kritik“ wurde von der Redaktion der OLZ als eine „gefährliche Waffe“ erkannt.
Die Anfangsjahre der Zeitschrift waren geprägt von Auseinandersetzungen um wissenschaftspolitische und gesellschaftliche Fragen, etwa der Einrichtung von orientalistischen Seminaren an den deutschen Universitäten oder Probleme der Vermittlung von Kenntnissen über die Geschichte und Kultur des Alten Orients im Geschichtsunterricht. Die Beiträger zeigten auch keine Scheu, politische Themen, etwa zur orientalischen Altertumsforschung im preußischen Landtag oder zum Bau der Bagdadbahn zu kommentieren.
Die Gründung der OLZ fiel in eine Phase des institutionellen Ausbaus (alt-)orientalistischer Wissenschaft in Deutschland, der seinen Schwerpunkt in der Reichshauptstadt Berlin hatte. Diese Entwicklung steht im Kontext einer immer selbstbewusster auftretenden preußisch-deutschen Orientpolitik und in Verbindung mit dem mäzenatischen Engagement eines gebildeten und in der Regel national gesinnten Bürgertums. - Nicht zufällig wurde in derselben Zeit auch die Deutsche Orient-Gesellschaft (D.O.G.) ins Leben gerufen. Der führenden Stellung der deutschen Orientalistik wie auch dem Zeitgeist entsprechend, erschienen die Beiträge zur OLZ vornehmlich in deutscher Sprache. Die Zeitschrift wurde dennoch nicht nur international wahrgenommen, sondern auch zur Publikation von Forschungsbeiträgen durch ausländische Autoren genutzt. Herausgeber und Verlag ergänzten die monatlich erscheinende OLZ ab 1907 durch Beihefte, die allerdings bereits nach dem Erscheinen der zweiten Ausgabe 1908 nicht mehr fortgeführt wurden.

## Die OLZ und der Verlag J. C. Hinrichs
Mit dem Wechsel zum J. C. Hinrichs Verlag in Leipzig erschien die OLZ nunmehr unter der Titel-Erweiterung: „Monatsschrift für die Wissenschaft vom vorderen Orient und seine Beziehungen zum Kulturkreise des Mittelmeers“. Deutlich erkennbar wird - auch durch die mit der ersten Ausgabe nach dem Wechsel publizierten Verlagsankündigung, dass man sich weiter um die Abdeckung eines möglichst breiten fachlichen Spektrums bemühen wollte. Nach den mitunter lebhaften und zum Teil kontroversen Beiträgen zur wissenschaftlichen Diskussion in den ersten Ausgaben, beruhigte sich der Ton der Beiträge und ist auch eine zunehmende Professionalisierung der Wissenschaftskommunikation feststellbar. In der besagten Verlagsankündigung erfährt man: „Jede Nummer hat zunächst einige wissenschaftliche Abhandlungen; danach folgen Besprechungen, Altertumsberichte von Museen und Grabungsplätzen, aus gelehrten Gesellschaften, Personalien, Sprechsaal, literarische Neuigkeiten, und am Schluß eine sehr ausführliche Zeitschriftenschau. Nicht nur dem Orientalisten, sondern nicht minder den Alttestamentlern, Archäologen, Althistorikern, klassischen Philologen, Sprachvergleichern bietet die OLZ reichhaltigen Stoff.“
Bis kurz vor seinem Tod im Jahr 1921 fungierte der Gründer der OLZ, Felix Peiser als Herausgeber und Redakteur seiner Zeitschrift. Dabei gelang es ihm nicht nur, den fächerübergreifenden Vertretungsanspruch der OLZ zu bewahren und diese als damals einziges Organ vornehmlich zur Besprechung orientalistischer Publikationen zu etablieren, sondern auch die OLZ über den Ersten Weltkrieg und seine katastrophalen Folgen für den deutschen Wissenschaftsbetrieb hinaus zu erhalten.
Sein Nachfolger wurde der ebenfalls in Königsberg lehrende Ägyptologe Walter Wreszinski (1880–1935), der das Spektrum der in der OLZ behandelten Themen nochmals zu einer „Monatsschrift für die Wissenschaft vom ganzen Orient und seine Beziehungen zu den angrenzenden Kulturkreisen“ erweiterte. Dies hatte zur Folge, dass die Zeitschrift nun vollends zu einem fächerübergreifenden Rezensionsorgan wurde. Berufsständische (und damit auch jeweils fachspezifische) Fragen traten in den Hintergrund und die Redaktion konzentrierte sich darauf, den Lesern einen Überblick über eine sich immer weiter ausdifferenzierende Forschungslandschaft zu bieten. Organisatorisch wurde diesem Anforderungsprofil dadurch Rechnung getragen, dass sich der Herausgeber nun auf entsprechend ausgewiesene Fachvertreter als Sparten-Redakteure stützte, die auch Forschungen aus dem Bereich z. B. der Hethitologie oder Tibetologie kompetent einschätzen konnten. Unter Wreszinskis Leitung begann auch die Verlagsmitarbeiterin Lucie Geist (1902–2008) ihre Tätigkeit, die die OLZ bis kurz zur Vollendung ihres 85. Lebensjahres redaktionell betreuen sollte.

## Die Auswirkungen der nationalsozialistischen Machtübernahme
Walter Wreszinski selbst fiel als Jude 1935 der menschenverachtenden Verfolgung durch die Nationalsozialisten zum Opfer. Der Indologe Otto Strauß (1881–1940) und der Sinologe Walter Simon (1893–1981) mussten ihre Tätigkeit als Sparten-Redakteure einstellen.
In der Nacht vom 3. auf den 4. Dezember 1943 wurde das Verlagshaus von Hinrichs in Leipzig schwer getroffen. Bei den Bombenangriffen auf Leipzig sind während des gesamten Krieges schätzungsweise 50 Millionen Bücher vernichtet worden; das Verlagsviertel ist zu 80 % zerstört worden; die Angriffe im Dezember 1943 haben die Druckkapazitäten um 25 % reduziert. Nur mit Unterstützung des Ägyptologen und Berliner Akademie-Vizepräsidenten Hermann Grapow (1885–1967) konnte Hinrichs 1944 noch eine Genehmigung zur Weiterarbeit erhalten. Nach diesem Jahr stellte die OLZ ihr Erscheinen vorläufig ein. Der nunmehrige Verlagsleiter Leopold Klotz bemühte sich nach Kriegsende um den Wiederaufbau des Verlagsbetriebes,  konnte aber von den Besatzungsbehörden nur eine Verkaufslizenz erwirken, d. h. Restbestände veräußern und Lizenzverträge zum Nachdruck einiger Werke – vornehmlich mit Unternehmen in den Westzonen – abschließen. Anfänglich war noch eine Kooperationsvereinbarung mit dem 1946 gegründeten Akademie-Verlag für Publikationen auf den Gebieten Orientalistik und Ägyptologie sowie mit der ebenfalls 1946 gegründeten Dachorganisation der Evangelischen Verlagsanstalt für theologische Veröffentlichungen zu Stande gekommen.  Bis zu Klotz Tod im Jahr 1955 hoffte dieser noch auf den Erhalt einer Verlagslizenz, die jedoch durch die Behörden der inzwischen gegründeten DDR nicht mehr erteilt wurde. Die verbliebenen Geschäftsräume und auch Mitarbeiter des Hinrichs-Verlages wurden 1956 von der Evangelischen Verlagsanstalt übernommen. 1959 wurde der Verlag offiziell verstaatlicht und ging in die treuhänderische Verwaltung des Berliner Akademieverlages über. 1977 wurde die „Abteilung Hinrichs Verlag“ innerhalb des Akademieverlages liquidiert.

## Die Orientalistische Literaturzeitung in der Nachkriegszeit
1935 war der Arabist und Islamwissenschaftler Richard Hartmann (1881–1965) auf Empfehlung von Wreszinski zum Nachfolger als Herausgeber der OLZ bestimmt worden, der die Zeitschrift im Sinne seines Vorgängers weiterführte. Nach der kriegsbedingten Unterbrechung des Erscheinens der OLZ konnte Hartmann in seiner Rolle als Mitglied der Deutschen Akademie der Wissenschaften zu Berlin (DAW) und Direktor des 1947 gegründeten Instituts für Orientforschung ebendort, 1953 wieder eine Ausgabe der OLZ herausbringen. Der Bau der Berliner Mauer im Jahr 1961 setzte seiner Herausgebertätigkeit allerdings bald darauf ein jähes Ende, weil er diese Funktion von seinem Wohnsitz in West-Berlin nicht weiter ausüben konnte.
Da die OLZ inzwischen „im Auftrag der Akademie“ erschien, berief deren Präsidium den Ägyptologen und Sudanarchäologen Fritz Hintze (1915–1993) zum neuen Herausgeber der Zeitschrift. Der Leitungswechsel und die veränderten politischen Rahmenbedingungen führten dazu, dass auch die Sparten-Redakteure sich zunehmend aus dem Kreise ostdeutscher Wissenschaftler rekrutierten - allerdings hörte die OLZ nie auf, ein international anerkanntes Rezensionsorgan der gesamten Orientalistik zu sein und auch zahlreiche Beiträge aus dem 'nicht-sozialistischen Ausland' zu veröffentlichen bzw. Publikationen zu besprechen. Die Aufgabe, Gelehrten diesseits und jenseits des 'Eisernen Vorhangs' einen Überblick über die vielfältige orientalistische Publikationslandschaft zu bieten, war unter den neuen weltpolitischen Gegebenheiten wichtiger denn je.
Schon vor dem Krieg war es zur Gründung weiterer Rezensionsorgane für die Orientalistik, namentlich im Rahmen der Orientalia (ab 1935 in Rom erschienen) gekommen. Die politischen Entwicklungen in Deutschland ab 1933 und das zwischenzeitliche Nicht-Erscheinen der OLZ sowie Zweifel daran, ob diese in gewohnter Form weiter veröffentlicht werden könnte, führten dann später zur Gründung der Bibliotheca Orientalis (ab 1943 in Leiden) geführt.

## Wende und die Orientalistische Literaturzeitung auf dem Weg in das 21. Jahrhundert
1987 kam es zu einem erneuten Wechsel in der Herausgeberschaft, die nun durch den Altorientalisten Horst Klengel (1933–2019) übernommen wurde. Nach dem etwa zeitgleichen Ausscheiden von Lucie Geist wurde die Redaktion nach Berlin verlegt und die OLZ erschien nunmehr „im Auftrage des Zentralinstituts für Alte Geschichte und Archäologie der Akademie der Wissenschaften der DDR“. Die Herausgeberschaft von Horst Klengel wurde durch dessen Bemühen um Kontinuität und die Erhaltung der Bedeutung der OLZ als international anerkanntes Rezensionsorgan auf dem Gebiet der Orientalistik geprägt. Auch wenn die 1990 neugegründete Berlin-Brandenburgische Akademie der Wissenschaften die Trägerschaft der OLZ aufgab, setzte Klengel seine Herausgebertätigkeit bis 1998 fort und konnte diese Funktion 1999 an seinen Nachfolger, den Islamwissenschaftler Peter Heine (* 1944) übergeben. Unter dessen Leitung ist es gelungen, die OLZ nicht nur zu erhalten, sondern an die Bedingungen des veränderten (wiedervereinigten) deutschen und internationalen Wissenschaftsbetriebes anzupassen. Dabei spielten die politischen und institutionellen Verhältnisse eine ebenso große Rolle, wie die fortschreitende disziplinäre Ausdifferenzierung orientalistischer Wissenschaft. Im Jahr 2010 übernahm der Altorientalist Hans Neumann (* 1953) die Herausgeberschaft, wodurch die Redaktion einen erneuten Ortswechsel nach Münster vollzog. Ab 2014 erschien die Zeitschrift beim Verlag Walter de Gruyter. Seit 2024 wird die OLZ von der Islamwissenschaftlerin Regula Forster (* 1975), und ihrem Redaktionsteam in Tübingen herausgebracht.

## Liste der bisherigen Herausgeber der Orientalistische Literaturzeitung und ihre Wirkungszeit
- Felix E. Peiser (1898–1921)
- Walter Wreszinski (1921–1935)
- Richard Hartmann (1935–1961)
- Fritz Hintze (1962–1986)
- Horst Klengel (1987–1995)
- Peter Heine/Horst Klengel (1996–1998)
- Peter Heine (1999–2009)
- Hans Neumann (2010–2024)
- Regula Forster (2024–)